# Marco Selio Honorato
Marco Selio Honorato (en latín, Marcus Sellius Honoratus) fue un caballero romano del siglo II, natural del municipium Choba (Ziama Mansouriah, Argelia en la provincia Mauretania Caesariensis, adscrito a la tribu romana Arnensis.

## Carrera
Como miembro del orden ecuestre, Selio Honorato debió comenzar su cursus honorum con una prefectura de cohorte como prima militia y con un tribunado angusticlavio en una legión como secunda militia, pero desconocemos estos dos primeros pasos de su carrera; lo que sí conocemos es su tertia militia, que desempeñó como prefecto de ala en el Ala II Flavia Hispanorum civium Romanorum en su campamento de Petavonium (Rosinos de Vidriales, Zamora, España) en la provincia Tarraconense.

## Actividad evergética
En el entorno de esa base erigió una inscripción honoraria en la que conmemoraba la erección de varias capillas —templa en el epígrafe— dedicadas al héroe y dios griego Hércules, al que denomina como deo Alcidi, ya que nació como nieto de Alceo.
No se conoce nada ni de su carrera ni de su vida.